# Ждјар (Попрад)
Ждјар (слч. Ždiar) насељено је мјесто са административним статусом сеоске општине (слч. obec) у округу Попрад, у Прешовском крају, Словачка Република.

## Становништво
| Година:    | 1994. | 2004.   | 2014.   | 2024.   |
| ---------- | ----- | ------- | ------- | ------- |
| Број људи: | 1323  | 1330    | 1382    | 1357    |
| Разлика:   |       | +0,52 % | +3,90 % | -1,80 % |

| Година:    | 2023. | 2024.   |
| ---------- | ----- | ------- |
| Број људи: | 1363  | 1357    |
| Разлика:   |       | -0,44 % |

Према подацима о броју становника из 2011. године насеље је имало 1.375 становника.